# Голоморфная функция

Голоморфная функция осуществляет конформное отображение, преобразуя ортогональную сетку в такую же ортогональную (там, где комплексная производная не обращается в нуль)

Голоморфная функция или однозначная комплексная аналитическая функция (от греч. ὅλος — «весь, целый» и μορφή — «форма»), иногда называемая регулярной функцией — функция комплексного переменного, определённая на открытом подмножестве комплексной плоскости {\displaystyle \mathbb {C} } и комплексно дифференцируемая в каждой точке.
В отличие от вещественного случая, это условие означает, что функция бесконечно дифференцируема и может быть представлена сходящимся к ней рядом Тейлора.
Голоморфные функции также называют иногда аналитическими, хотя второе понятие гораздо более широкое, так как аналитическая функция может быть многозначной, а также может рассматриваться и для вещественных чисел.

## Определение
Пусть {\displaystyle U} — открытое подмножество в {\displaystyle \mathbb {C} } и {\displaystyle f:U\to \mathbb {C} } — комплекснозначная функция на {\displaystyle U}. Функцию называют голоморфной на множестве {\displaystyle U}, если выполняется одно из следующих равносильных условий:
1. У функции существует комплексная производная в каждой точке множества {\displaystyle U}, то есть предел
{\displaystyle f'(z)=\lim _{h\to 0}{\frac {f(z+h)-f(z)}{h}}.}
2. Функция является комплексно-дифференцируемой в каждой точке {\displaystyle z\in U}, то есть существует число {\displaystyle L\in \mathbb {C} } такое, что в окрестности точки {\displaystyle z}
{\displaystyle f(z+h)=f(z)+Lh+o(h)}
3. Функция является вещественно-дифференцируемой и в каждой точке {\displaystyle z=x+iy\in U} выполняются условия Коши — Римана {\displaystyle {\frac {\partial u}{\partial x}}={\frac {\partial v}{\partial y}}} и {\displaystyle {\frac {\partial u}{\partial y}}=-{\frac {\partial v}{\partial x}}.} Здесь {\displaystyle u(z)} и {\displaystyle v(z)} —  вещественная и мнимая части рассматриваемой функции.
4. Функция является вещественно-дифференцируемой и в каждой точке {\displaystyle z\in U} {\displaystyle {\frac {\partial f}{\partial {\bar {z}}}}=0}, где {\displaystyle {\frac {\partial }{\partial {\bar {z}}}}={1 \over 2}\left({\frac {\partial }{\partial x}}+i{\frac {\partial }{\partial y}}\right),}.
5. Ряд Тейлора функции в каждой точке {\displaystyle z\in U} имеет ненулевой радиус сходимости, и его сумма равна {\displaystyle f(z)} в некоторой окрестности {\displaystyle z}.
6. Функция непрерывна и интеграл {\displaystyle \int \limits _{\Gamma }\,f(z)\,dz=0} для любой замкнутой кривой {\displaystyle \Gamma \subset U}.

Тот факт, что все эти определения эквивалентны является нетривиальным и весьма замечательным результатом комплексного анализа.
Функцию {\displaystyle f} называют голоморфной в точке {\displaystyle z_{0}\in U}, если она голоморфна в некоторой окрестности {\displaystyle z_{0}}.
Функцию {\displaystyle f} называют голоморфной, если она комплексно дифференцируема в области определения.

## Связанные определения
- Целая функция — функция, голоморфная на всей комплексной плоскости.
- Мероморфная функция — функция, голоморфная в области {\displaystyle \Omega \setminus \{{z_{i}},\;i\in I\subset {\mathbb {N}}\}} и имеющая во всех своих особых точках {\displaystyle z_{i}} полюс.
- Функция {\displaystyle f} называется голоморфной на компакте {\displaystyle K}, если существует открытое множество {\displaystyle D}, содержащее {\displaystyle K}, такое что {\displaystyle f} голоморфна в {\displaystyle D}.

## Свойства
- Комплексная функция {\displaystyle u+iv=f(x+iy)} является голоморфной тогда и только тогда, когда выполняются условия Коши — Римана
{\displaystyle {\frac {\partial u}{\partial x}}={\frac {\partial v}{\partial y}};\quad {\frac {\partial u}{\partial y}}=-{\frac {\partial v}{\partial x}}}

и частные производные {\displaystyle {\frac {\partial u}{\partial x}},\;{\frac {\partial u}{\partial y}},\;{\frac {\partial v}{\partial x}},\;{\frac {\partial v}{\partial y}}} непрерывны.
- Сумма и произведение голоморфных функций — голоморфная функция, что следует из линейности дифференцирования и выполнения правила Лейбница. Частное голоморфных функций также голоморфно во всех точках, где знаменатель не обращается в 0.
- Производная голоморфной функции опять является голоморфной, поэтому голоморфные функции являются бесконечно дифференцируемыми в своей области определения.
- Голоморфные функции могут быть представлены в виде сходящегося в некоторой окрестности каждой точки ряда Тейлора.
- Из любой голоморфной функции можно выделить её вещественную и мнимую часть, каждая из которых будет решением уравнения Лапласа в {\displaystyle \mathbb {R} ^{2}}. То есть если {\displaystyle f(x+iy)=u(x,\;y)+iv(x,\;y)} — голоморфная функция, то {\displaystyle u} и {\displaystyle v} — гармонические функции.
- Если абсолютная величина голоморфной функции достигает локального максимума во внутренней точке своей области определения, то функция постоянна (предполагается, что область определения связна). Отсюда следует, что максимум (и минимум, если он не равен нулю) абсолютной величины голоморфной функции могут достигаться лишь на границе области.
- В области, где первая производная голоморфной функции не обращается в 0, а функция однолистна, она осуществляет конформное отображение.
- Интегральная формула Коши связывает значение функции во внутренней точке области с её значениями на границе этой области.
- С алгебраической точки зрения, множество голоморфных на открытом множестве функций — это коммутативное кольцо и комплексное линейное пространство. Это локально выпуклое топологическое векторное пространство с полунормой, равной супремуму на компактных подмножествах.
- Согласно теореме Вейерштрасса, если ряд голоморфных функций в области {\displaystyle D} равномерно сходится на любом компакте в {\displaystyle D,} то его сумма также голоморфна, причём её производная является пределом производных частичных сумм ряда[1].
- Если {\displaystyle f'(z)} в области {\displaystyle G} не обращается в ноль, то {\displaystyle f^{-1}(z)} голоморфна в {\displaystyle G}.

Некоторые свойства голоморфных функций близки к свойствам многочленов, что, впрочем, и неудивительно — разложимость голоморфных функций в ряды Тейлора свидетельствует о том, что функции — в некотором роде предельные варианты многочленов. Допустим, согласно основной теореме алгебры любой многочлен может иметь нулей числом не более его степени. Для голомофных функций справедливо аналогичное утверждение, вытекающее из теоремы единственности в альтернативной форме:
- Если множество нулей голоморфной в односвязной области функции имеет в этой области предельную точку, то функция тождественно равна нулю.
- Для функции от нескольких действительных переменных дифференцируемости по каждой из переменных недостаточно для дифференцируемости функции. Для функции от нескольких комплексных переменных голоморфности по каждой из переменных достаточно для голоморфности функции (Теорема Хартогса).

## Примеры
Все многочлены от z являются голоморфными функциями на всей плоскости {\displaystyle \mathbb {C} }.
Далее, голоморфными, хотя и не на всей комплексной плоскости, являются рациональные функции, показательная функция, логарифм, тригонометрические функции, обратные тригонометрические функции и многие другие классы функций, а также суммы, разности, произведения, частные голоморфными функций.
Функции {\displaystyle f(z)=|z|}, {\displaystyle f(z)={\overline {z}}} неголоморфны на {\displaystyle \mathbb {C} }, поскольку они не имеют комплексной производной ни в одной точке. При этом сужение {\displaystyle f(z)={\overline {z}}} на вещественную ось является аналитической функцией вещественного переменного (так как оно полностью совпадает с сужением функции {\displaystyle f(z)=z}).

## История
Термин «голоморфная функция» был введён двумя учениками Коши, Брио (1817—1882) и Буке (1819—1895). Термин «аналитическая функция» употребляют обычно для более общего случая, когда функции многозначны и их удобно рассматривать как функции, заданные на подходящей римановой поверхности.

## Вариации и обобщения

### Многомерный случай
Существует также определение голоморфности функций многих комплексных переменных
{\displaystyle f\colon \mathbb {C} ^{n}\to \mathbb {C} .}
Для определения используются понятия {\displaystyle \mathbb {C} }-дифференцируемости и {\displaystyle \mathbb {C} }-линейности таких функций

#### С-линейность
Функция {\displaystyle f} называется {\displaystyle \mathbb {C} }-линейной если удовлетворяются условия:
- {\displaystyle f(z'+z'')=f(z')+f(z''),\quad z',\;z''\in \mathbb {C} ^{n}}.
- {\displaystyle f(\lambda z)=\lambda f(z),\quad z\in \mathbb {C} ^{n},\quad \lambda \in \mathbb {C} }

(для {\displaystyle \mathbb {R} }-линейных функций {\displaystyle \lambda \in \mathbb {R} }).
- Для любой {\displaystyle \mathbb {R} }-линейной функции {\displaystyle f} существуют последовательности {\displaystyle \{a_{n}\},\;\{b_{n}\}\subset \mathbb {C} }, такие, что {\displaystyle f=\sum _{i=1}^{n}(a_{i}z_{i}+b_{i}{\bar {z}}_{i})}.
- Для любой {\displaystyle \mathbb {C} }-линейной функции {\displaystyle f} существуют последовательность {\displaystyle \{a_{n}\}\subset \mathbb {C} }, такая, что {\displaystyle f=\sum _{i=1}^{n}a_{i}z_{i}}.

#### С-дифференцируемость
Функция {\displaystyle f} называется {\displaystyle \mathbb {C} }-дифференцируемой в точке {\displaystyle z\in \mathbb {C} ^{n}} если существуют функции {\displaystyle l} и {\displaystyle o} такие, что в окрестности точки {\displaystyle z}
{\displaystyle f(z+h)=f(z)+l(h)+o(h),\quad \lim _{h\to 0}{\frac {o(h)}{h}}=0,}
где {\displaystyle l} — {\displaystyle \mathbb {C} }-линейная (для {\displaystyle \mathbb {R} }-дифференцируемости — {\displaystyle \mathbb {R} }-линейная) функция.

#### Голоморфность
Функция {\displaystyle f} называется голоморфной в области {\displaystyle D,} если она {\displaystyle \mathbb {C} }-дифференцируема в окрестности каждой точки этой области.